# ریسک

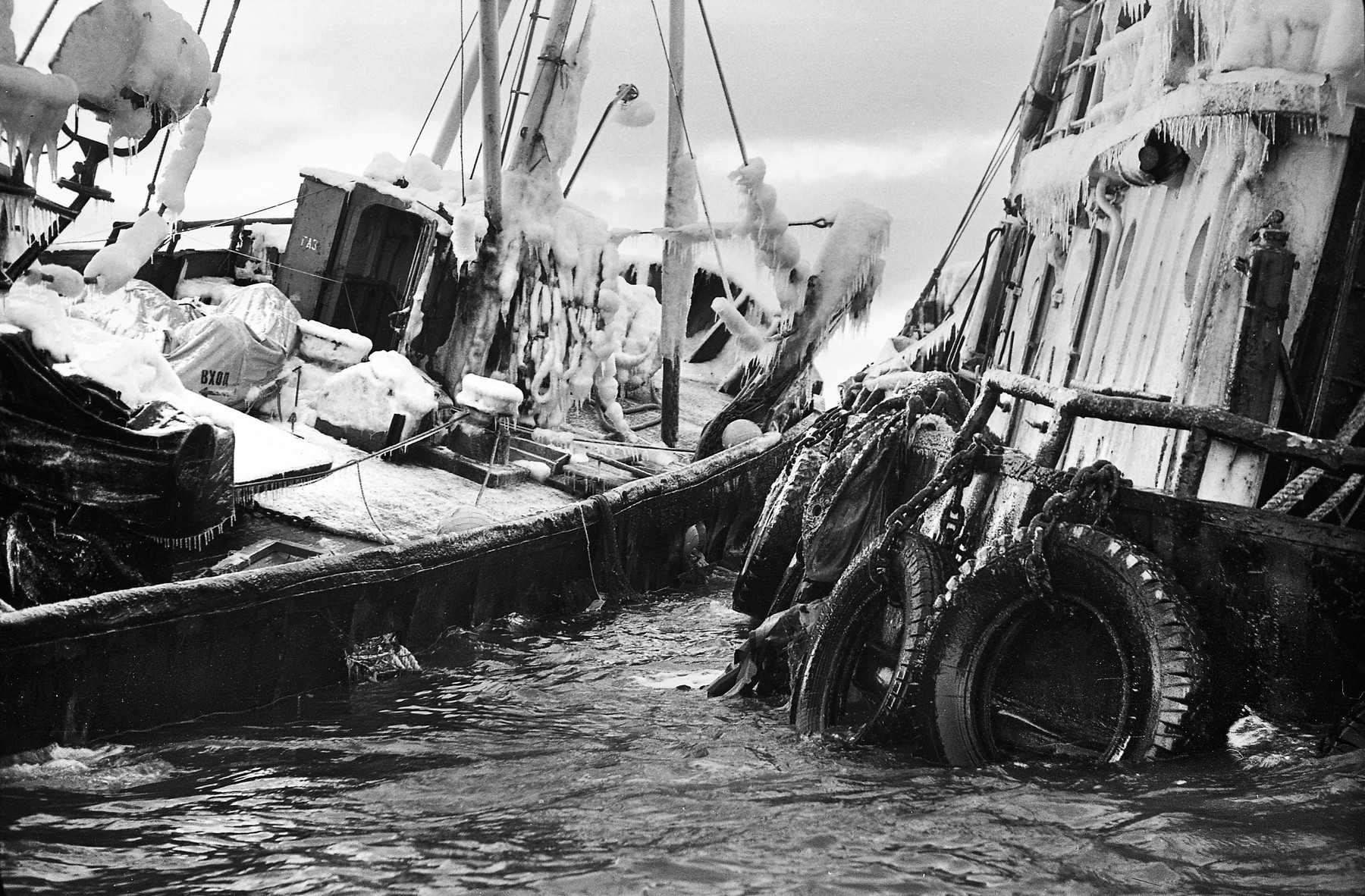
دریانوردی در آب‌های یخ‌زده و خطرناک، یکی از خاستگاه‌های تاریخی مفهوم ریسک تلقی می‌شود؛ جایی که تصمیم‌گیری میان سود و زیان، همواره با پذیرش مخاطره و سپردن خود به نیروهای طبیعی همراه بود. این پیوند مفهومی، در فرهنگ عامه نیز بازتاب یافته است؛ از جمله در ترانهٔ مرا ببوس که مفهوم مواجهه با آینده‌ای نامعلوم و وداع در شرایط پرخطر را یادآور می‌شود.

ریسک (انگلیسی: Risk) اقدام به کاری که نتیجهٔ آن معلوم نبوده و احتمال خطر یا ضرر وجود داشته باشد.

## ریشه‌شناسی
آنتونی گیدنز، جامعه‌شناس برجستهٔ معاصر، بر این باور است که واژهٔ «ریسک» (Risk) احتمالاً ریشه در زبان‌های اسپانیایی یا پرتغالی دارد؛ به‌ویژه از واژگان ریسگو (Riesgo / ریسگو) یا ریسکو (Risco / ریسکو)، که در اصل به معنای قایقرانی در آب‌های ناآرام و بالقوه خطرناک بوده‌اند. در سوی دیگر، انجمن پزشکی بریتانیا منشأ این اصطلاح را در واژهٔ یونانی ریزا (Rhiza / ریزا) می‌داند؛ واژه‌ای که به خطرهای ناشی از نزدیکی بیش از حد به صخره‌ها در شرایط نامساعد دریانوردی اشاره دارد.
این ریشه‌های معنایی که با مفاهیم نااطمینانی، خطر و مواجهه با ناشناخته‌ها پیوند خورده‌اند، نه‌تنها در گفتمان علمی بلکه در فرهنگ عامه نیز انعکاس یافته‌اند.  علاوه بر اصطلاح فارسی «دل به دریا زدن»، برای نمونه، می‌توان به بازتاب این پیوند مفهومی در ادبیات شفاهی و موسیقی فولکلور نواحی ساحلی اشاره کرد؛ از جمله در ترانهٔ معروف و خاطره‌انگیز مرا ببوس که به‌طور ضمنی دلالت‌هایی از مواجهه با مخاطرات احساسی و وجودی را در خود نهفته دارد.

## ریسک از دیدگاه روان‌شناسی
از منظر روان‌شناسی، ریسک به موقعیتی اطلاق می‌شود که در آن پیش‌بینی دقیق پیامدهای یک اقدام ممکن نیست. چنین اقداماتی، در صورت موفقیت می‌توانند سودآور، و در صورت شکست، زیان‌بار باشند. انسان‌ها به‌طور طبیعی برای حفظ بقا تمایل دارند از موقعیت‌های نامطمئن دوری کنند، اما هم‌زمان انگیزه‌هایی مانند کسب پاداش، تحقق اهداف، یا تأیید اجتماعی می‌تواند آن‌ها را به سمت پذیرش ریسک سوق دهد.
تجربه‌های موفق پیشین در مواجهه با شرایط پرریسک، معمولاً به افزایش جسارت و تمایل بیشتر به اقدام در موقعیت‌های مشابه منجر می‌شود. در مقابل، شکست‌های قبلی ممکن است به شکل‌گیری نوعی ترس شرطی‌شده بینجامد و فرد را از ورود دوباره به موقعیت‌های مشابه بازدارد.
نکته قابل‌توجه این است که جزئیات دقیق موفقیت یا شکست‌ها لزوماًً در حافظه آگاهانه باقی نمی‌مانند. اما اثرات هیجانی و عاطفی ناشی از آن‌ها—مانند احساس شرم، لذت، ترس یا رضایت— می‌توانند حتی از دوران کودکی که اکنون در حافظه ما محو شده‌اند، در ناخودآگاه ذهن ذخیره شده و بعدها در تصمیم‌گیری‌ها، رفتار و حتی برداشت ما از ریسک تأثیرگذار باشند.
مطالعات روان‌شناسانی مانند دنیل کانمن و آموس تورسکی نشان داده‌اند که انسان‌ها در شرایط ریسک اغلب از الگوهای منطقی فاصله می‌گیرند و دچار سوگیری‌های شناختی می‌شوند. از جمله می‌توان به سوگیری زیان‌گریزی اشاره کرد: تمایل انسان به اجتناب از زیان، حتی وقتی که احتمال سود بیشتر است. به بیان ساده، دردِ از دست دادن معمولاً شدیدتر از لذتِ به دست آوردن احساس می‌شود.
درک ریسک نه تنها به اطلاعات بیرونی بلکه به ساختارهای درونی ذهن— شامل تجربه، احساس، حافظه و برداشت ناخودآگاه— وابسته است. از این رو، دو فرد می‌توانند در مواجهه با یک موقعیت یکسان، ارزیابی کاملاً متفاوتی از ریسک داشته باشند.

## ریسک در اقتصاد
ریسک در تعریف عام، احتمالی است که یک کنش یا کنش‌وری (یا بی‌کنشی) مشخص منجر به زیان یا بروندادها و پیامدهای ناخوشایند و ناخواسته گردد. تقریباً همهٔ کوشش‌های بشری دربردارندهٔ درجاتی از ریسک است، با این همه برخی از آن‌ها ریسک‌های بیشتری را به همراه دارند. در ادبیات مالی ریسک را می‌توان به صورت رویدادهای غیرمنتظره که معمولاً به صورت تغییر در ارزش دارایی‌ها یا بدهی‌ها می‌باشد، تعریف کرد. بنگاه‌ها در معرض انواع مختلف ریسک قرار دارند که به‌طور کلی می‌توان به دو دسته ریسک‌های تجاری و ریسک‌های غیرتجاری تقسیم کرد.

### ریسک سیستماتیک و غیرسیستماتیک
کل ریسک بازار را می‌توان به دو دسته کلی ریسک سیستماتیک و ریسک غیر سیستماتیک تقسیم نمود ریسک غیر سیستماتیک ریسکی است که ناشی از خصوصیات خاص شرکت از جمله نوع محصول ساختار سرمایه سهامداران عمده و غیره می‌باشد. ریسک سیستماتیک ناشی از تحولات کلی بازار و اقتصاد بوده و تنها مختص به شرکت خاصی نمی‌باشد به دیگر بیان ریسک سیستماتیک در اثر حرکت‌های کلی بازار به وجود می‌آید. طبق نظریه‌های پرتفولیو با پرگونه‌سازی سبد سهام می‌توان ریسک غیر سیستماتیک را از میان برد ولیکن ریسک سیستماتیک همچنان باقی می‌ماند. شاخص بتا شاخصی برای اندازه‌گیری همنوایی حرکت یک شرکت با حرکت کل بازار یا شاخصی برای اندازه‌گیری ریسک سیستماتیک است.

### روش‌های اندازه‌گیری ریسک
ریسک عبارت است از احتمال نوسانات آتی نرخ بازدهی. شاخص‌های مختلفی برای تبیین نوسانات مورد استفاده قرار می‌گیرد که بعضی از مهم‌ترین آن‌ها بدین صورت هستند:
1. دامنه تغییرات
2. متوسط انحراف خطی (متوسط قدر مطلق انحرافات)
3. واریانس (متوسط مجذور انحرافات)
4. انحراف معیار
5. نیم‌واریانس
6. نیم انحراف معیار
7. شاخص بتا
8. دارایی‌درخطر(VaR)

ریسک شدت تغییرات بازده سهم در دوره‌های گذشته‌است که برابر با انحراف معیار آنست.

## ریسک در مهندسی ایمنی و HSE

### تعریف
به احتمال به وجود آمدن آسیب و صدمه از یک خطر معین، ریسک(به انگلیسی: ریسک) گویند. در واقع به شانس یا احتمال اینکه کسی از خطر آسیب ببنند یا اموالی دچار صدمه گردد، ریسک گفته می‌شود. رانندگی در جاده یا راه رفتن روی زمین روغنی، ریسک است. آسیب دیدن کمر در اثر بلند کردن بار، ریسک است. کار کردن روی یک داربست در ارتفاع یک ریسک محسوب می‌گردد.
در استاندارد 1999 OHSAS 1800۱:، ریسک، ترکیب (یا تابعی) از احتمال و پیامد (های) ناشی از وقوع یک اتفاق خطرناک مشخص می‌باشد.

### ارزیابی ریسک
به فرایند کلی برآورد نمودن میزان ریسک و تصمیم‌گیری در خصوص قابل تحمل بودن ریسک، ارزیابی ریسک گفته می‌شود. به ریسک که میزان آن تا حد قابل تحمل توسط سازمان، با در نظر گرفتن الزامات قانونی و خط مشی ایمنی و بهداشت حرفه‌ای کاهش یافته باشد، ریسک قابل تحمل گویند. ارزیابی ریسک به‌طور سیستماتیک تعیین می‌کند چه خطراتی در محیط کار هستند و احتمال رخ دادن خطر چقدر است و چه آسیبی و با چه شدتی ممکن است، به وجود آید، که خود باعث می‌شود راه حل‌های کنترلی شناسایی می‌شوند و در نتیجه باعث کاهش ریسک و اثراتش می‌شود؛ لذا ارزیابی ریسک، اطلاعاتی را جهت ایجاد یک سیستم ایمن کار فراهم می‌کند.

ارزیابی ریسک، مرکز ثقل اهداف مدیریت ایمنی و بهداشت حرفه‌ای است که بر روی حذف و به حداقل رسانیدن ریسک تمرکز دارد.

### بررسی متون روش‌های مختلف ارزیابی ریسک
مطالعات انجام شده، نشان داده‌است که در حال حاضر بیش از ۷۰ نوع مختلف کیفی و کمی روش ارزیابی ریسک در دنیا وجود دارد.

Aden. S. L. J. Heat در کتاب اصول بهداشت و ایمنی کار یک فرم ساده از سیستم ارزیابی را ارائه نمود. به‌طوری‌که رتبه‌بندی خطر با توجه به احتمال خطر و شدت خطر در نظر گرفته می‌شود.

Kroner یک روش ارزیابی مشابهی را طرح‌ریزی کرد. این ارزیابی شامل درجه‌بندی ریسک برای خطرات معین با ضرب کردن تکرار و شدت خطر می‌باشد.

Willian Fine ریسک را تابعی از احتمال وقوع خطر، پیامد ناشی از آن و میزان تماس با خطر می‌داند و ارزیابی ریسک را بر مبنای این سه فاکتور بنا نهاد.

M.Taok و همکارانش ارزیابی ریسک را به صورت یک چهار چوب کیفی ساده تعیین کردند که دو پارامتر این چهار چوب، شدت آسیب و احتمال آسیب بود که در آن شدت آسیب خصوصیت ذاتی خطر، مستقل از اقدامات کنترلی بوده و احتمال آسیب، ارزیابی امکان وقوع خطر است که اقدامات کنترلی موجود در آن لحاظ شده‌است .

Robert N. Anderes ارزیابی ریسک را بر مبنای دو عنصر اولیه ریسک یعنی شدت آسیبی که در اثر یک شرایط خطرناک به وجود می‌آید و احتمال وقوع خطر، بنا نهاده‌است که احتمال وقوع خطر براساس میزان تماس با خطر، تعداد افرادیکه با خطر مواجهند فاکتورهای محیطی و قابلیت اعتماد عملکرد ایمنی تعیین می‌شود .

ارزیابی ریسک مطابق الگوی سازمان HSE انگلستان شامل پنج مرحله است:
1. شناسایی خطرات
2. چه کسی ممکن است آسیب ببیند و چگونه آسیب می‌بیند
3. ارزیابی ریسک ناشی از خطر
4. ثبت یافته‌ها
5. بازنگری ارزیابی

Rolin Geronsin ارزیابی ریسک را فرایند برآورد احتمال وقوع یک رویداد و اهمیت یا شدت اثرات زبان‌آور آن در نظر می‌گیرد.
Sue coxو Robin Tait ارزیابی ریسک را در دو بخش تجزیه و تحلیل ریسک و ارزشیابی ریسک را در نظر می‌گیرند که ما تریس ارزیابی ریسک براساس پیامد و احتمال وقوع خطر استوار است .

Nick w. hurst ارزیابی ریسک را در قالب برآورد ریسک و ارزشیابی ریسک مورد مطالعه قرار می‌دهد به‌طوری‌که در برآورد ریسک، بزرگی ریسک و در ارزشیابی، میزان اهمیت ریسک تعیین می‌شود .

Miley w. merkhofer , Vinceent T. Covello فرایند ارزیابی ریسک را شامل ارزیابی آزادسازی (عوامل ریسک) ارزیابی تماس، ارزیابی پیامد و برآورد ریسک می‌دانند .

Harms – Ringdahl Lars ارزیابی ریسک را تابعی از احتمال وقوع حادثه و پیامد ناشی از آن در نظر می‌گیرد و آن را به صورت سه دسته ارزیابی غیررسمی، ارزیابی کیفی و ارزیابی کمی تقسیم‌بندی می‌کند .